# Храм Жён-Мироносиц (Тверь)
Церковь Жён-Мироносиц — уничтоженный в советское время православный храм, располагавшийся в историческом центре Твери.
Храм находился в восточной части квартала между бульваром Радищева, Тверским проспектом и Новоторжской улицей. Бульвар Радищева до 1920 года назывался Мироносицким.
Первое упоминание о храме датируется 1712 годом. Каменная церковь была выстроена в 1802 году, колокольня завершена в 1811 году. Храм имел три престола: главный во имя Жён-Мироносиц, придельные в честь Саввы Освященного и Иоанна Богослова.
Храм каменный, крестообразный с полукруглым алтарём и с двумя широкими фронтонами, поддерживающимися каждый четырьмя колоннами из белого камня и с круглым под куполом фонарём восьмериком.
В 1930-х годах храм был разрушен советскими властями, на его месте построен многоэтажный дом.